# Viola serpyllifolia
Viola serpyllifolia är en violväxtart som beskrevs av Alexander von Humboldt, Amp; Bonpl., Johann Jakob Roemer och Schult.. Viola serpyllifolia ingår i släktet violer, och familjen violväxter. Inga underarter finns listade i Catalogue of Life.